# 地方衛生研究所
地方衛生研究所（ちほうえいせいけんきゅうじょ）とは、日本の地域における科学的かつ技術的に中核となる機関として、その専門性を活用した地域保健に関する総合的な調査及び研究を行うとともに、当該地域の地域保健関係者に対する研修を実施する研究所である。

## 概要
2023年（令和5年）現在、全国に84の地方衛生研究所があり、うち55が環境研究所との合併型である。また、2008年（平成20年）現在の常勤職員数は都道府県立では平均41.1名、指定都市では36.3名であり、近年減少傾向である。1研究所あたりの予算額は約4億円であり、2004年（平成16年）と比べて3割減である。
業務は主に試験検査、調査研究、研修指導であり、厚生労働省の調査によればそれぞれの業務割合は67.8 %, 18.0 %, 6.9 %である。
自治体の財政状況悪化による予算削減と業務の重点化、国・大学・民間企業との業務の住み分けなどにより、いずれの自治体においても近年調査研究業務が縮小され、最低限必要な試験検査に重点化される傾向がある。厚生労働省の調査によれば調査研究業務に伴う論文発表総数は研究所により大きなばらつきがあり、最小は0本、最大396本、中央値24.0本となっている。この結果からは、財政余力のない自治体において、研究分野は必要性が低いと判断し大幅削減した所もあることを示している。
2023年（令和5年）4月1日改正の地域保健法により法制化された。

## 地方衛生研究所

### 北海道・東北地区
- 北海道立衛生研究所
- 札幌市衛生研究所
- 函館市衛生試験所
- 青森県環境保健センター
- 秋田県健康環境センター
- 岩手県環境保健研究センター
- 宮城県保健環境センター
- 仙台市衛生研究所
- 山形県衛生研究所
- 福島県衛生研究所

### 関東地区
- 茨城県衛生研究所
- 栃木県保健環境センター
- 神奈川県衛生研究所
- 宇都宮市衛生環境試験所
- 群馬県衛生環境研究所
- 埼玉県衛生研究所
- さいたま市健康科学研究センター
- 越谷市衛生検査課
- 千葉県衛生研究所
- 千葉市環境保健研究所
- 東京都健康安全研究センター
- 港区衛生試験所
- 世田谷区衛生検査センター
- 足立区衛生試験所
- 杉並区衛生検査センター
- 江戸川区保健衛生研究センター
- 神奈川県衛生研究所
- 横浜市衛生研究所
- 川崎市健康安全研究所
- 相模原市衛生研究所
- 横須賀市健康安全科学センター

### 中部地区
- 新潟県保健環境科学研究所
- 新潟市衛生環境研究所
- 富山県衛生研究所
- 石川県保健環境センター
- 福井県衛生環境研究センター
- 山梨県衛生環境研究所
- 長野県環境保全研究所
- 長野市環境衛生試験所
- 静岡県環境衛生科学研究所
- 静岡市環境保健研究所
- 浜松市保健環境研究所
- 愛知県衛生研究所
- 名古屋市衛生研究所
- 岐阜県保健環境研究所
- 岐阜市衛生試験所
- 三重県保健環境研究所

### 近畿地区
- 滋賀県衛生科学センター
- 京都府保健環境研究所（2019年に京都市衛生環境研究所と施設共同化[4]）
- 京都市衛生環境研究所（2019年に京都府保健環境研究所と施設共同化[4]）
- 大阪健康安全基盤研究所（2017年4月に大阪府立公衆衛生研究所と大阪市立環境科学研究所が統合する形で誕生）
- 堺市衛生研究所
- 東大阪市環境衛生検査センター
- 兵庫県立健康生活科学研究所健康科学研究センター
- 神戸市環境保健研究所
- 姫路市環境衛生研究所
- 尼崎市立衛生研究所
- 奈良県保健研究センター
- 和歌山県環境衛生研究センター
- 和歌山市衛生研究所

### 中国・四国地区
- 鳥取県衛生環境研究所
- 島根県保健環境科学研究所
- 岡山県環境保健センター
- 岡山市保健所衛生検査センター
- 広島県立総合技術研究所保健環境センター
- 広島市衛生研究所
- 山口県環境保健センター
- 香川県環境保健研究センター
- 徳島県立保健製薬環境センター
- 愛媛県立衛生環境研究所
- 高知県衛生研究所

### 九州・沖縄地区
- 福岡県保健環境研究所
- 福岡市保健環境研究所
- 北九州市環境科学研究所
- 佐賀県衛生薬業センター
- 長崎県環境保健研究センター
- 長崎市保健環境試験所
- 大分県衛生環境研究センター
- 熊本県保健環境科学研究所
- 熊本市環境総合センター
- 宮崎県衛生環境研究所
- 鹿児島県環境保健センター
- 沖縄県衛生環境研究所